# El desierto viviente
The Living Desert (conocida en español como El desierto viviente) es un documental sobre la naturaleza que muestra la vida cotidiana de los animales que habitan en el desierto de la región suroeste de Estados Unidos. El guion estuvo a cargo de James Algar, Winston Hibler, Jack Moffitt (que no figura en los créditos) y Ted Sears. Fue dirigida por Algar, con Hibler como el narrador. Tras su estreno, obtuvo un premio Óscar en la categoría de «Mejor documental largo».
El documental fue incluido en el DVD Walt Disney Legacy Collection Volume 2: Lands of Exploration, de 2006.

## Producción
El desierto viviente se convirtió en el primer largometraje de la serie de documentales True-Life Adventures centrada en investigaciones de zoología; las cintas anteriores a El desierto viviente de la misma serie, entre las cuales se incluye Seal Island —ganadora de un premio Óscar como «Mejor cortometraje»—, fueron todas cortometrajes.
La película fue inspirada por 10 minutos de material grabado por N. Paul Kenworthy Jr., un estudiante de doctorado de la Universidad de California en Los Ángeles. Las escenas de un enfrenamiento entre una tarántula y una avispa tarántula halcón intrigó a Disney, que decidió establecer una producción cinematográfica que siguiera las vidas de diversas especies desérticas. En esa época, Disney apoyó rotundamente el trabajo de Kenworthy y su impacto en la cinematografía no ficticia, al decir: «Aquí es donde podemos contar una historia real y constante por primera vez con imágenes de la naturaleza».